# Johann Belz (Bildhauer)

Johann Belz (1. v. l.) bei den Arbeiten zu den Bleiintarsien

Johann Belz, auch Johannes Belz bzw. Hannes Belz, (* 28. Januar 1925 in Kratzig; † 4. März 1976 in Karl-Marx-Stadt) war ein deutscher Bildhauer.

## Leben
Johann Belz wurde in Kratzig im Landkreis Köslin geboren, wo er eine Lehre in der Landwirtschaft abschloss und später als Landarbeiter tätig war. Er nahm als Soldat der Wehrmacht am Zweiten Weltkrieg teil und wurde schwer verwundet. Nach der Flucht aus der Heimat war er von 1946 bis 1951 als Holzschnitzer in Klingenthal und danach bis 1953 als Werbemaler der SDAG Wismut tätig. Von 1953 bis 1958 folgte ein Studium an der Hochschule für Bildende Künste Dresden im Fachbereich Bildhauerei bei Walter Arnold. Danach war er von 1959 bis 1964 Lehrbeauftragter an der Fachschule für angewandte Kunst in Schneeberg. In den folgenden Jahren arbeitete er dann freischaffend in Karl-Marx-Stadt bis zu seinem Tod 1976. In diesen Jahren schuf er dort 13 Werke für den öffentlichen Raum.
Belz war Mitglied des Verbandes Bildender Künstler der DDR und ab 1962 Mitglied des Vorstandes sowie ab 1968 Leiter der Sektion Bildhauer des Bezirksverbandes. Seit 1970 war er auch Mitglied des Zentralvorstandes des Verbandes Bildender Künstler der DDR und des Beirats für bildende Kunst beim Rat der Stadt Karl-Marx-Stadt.
Belz war mit der Textilgestalterin Sonja Belz (* 1935) verheiratet.
Der Bildhauer Erik Neukirchner (* 1972) ist sein Enkelsohn. Er restaurierte und sanierte bis 2023 Belz' Klapperbrunnen und 2024 Am Schwebebalken.

## Weitere Fotografische Darstellung Belz'
- Christine Stephan-Brosch: Porträt Johannes Belz (1972)[2]

## Werkbeispiele
- "Traktoristin"; Holz; Arbeit aus dem vierten Studienjahr

- 1964/1965 Bleiintarsien in der Chemnitzer Brückenstraße in Zusammenarbeit mit Robert Diedrichs, Rudolf Fleischer und Rudolf Kraus
- 1967/1968 "Am Schwebebalken"; Zwei-Figuren-Ensemble, Bronze; Chemnitz, vormals im Schulhof der damaligen Erweiterten Oberschule Dr. Theodor Neubauer, heute auf dem Schulhof der neuen Marianne-Brandt-Oberschule[3]
- Katzenbrunnen an der Gebrüder-Grimm-Schule auf dem Chemnitzer Kaßberg
- 1974 „Blüten“
- 1965 „Jugend“
- 1968 „Klapperbrunnen“ am Chemnitzer Busbahnhof
- 1970 bis 1976 „Kampf und Sieg der revolutionären deutschen Arbeiterklasse“ – Einheit der Arbeiterklasse, Quelle unserer Kraft
- 1974 „Don Quichotte“ – das Werk befindet sich seit 1992 im Foyer des Chemnitzer Opernhauses
- 1975 „Bauernkrieg – Aufruf zum Kampf“

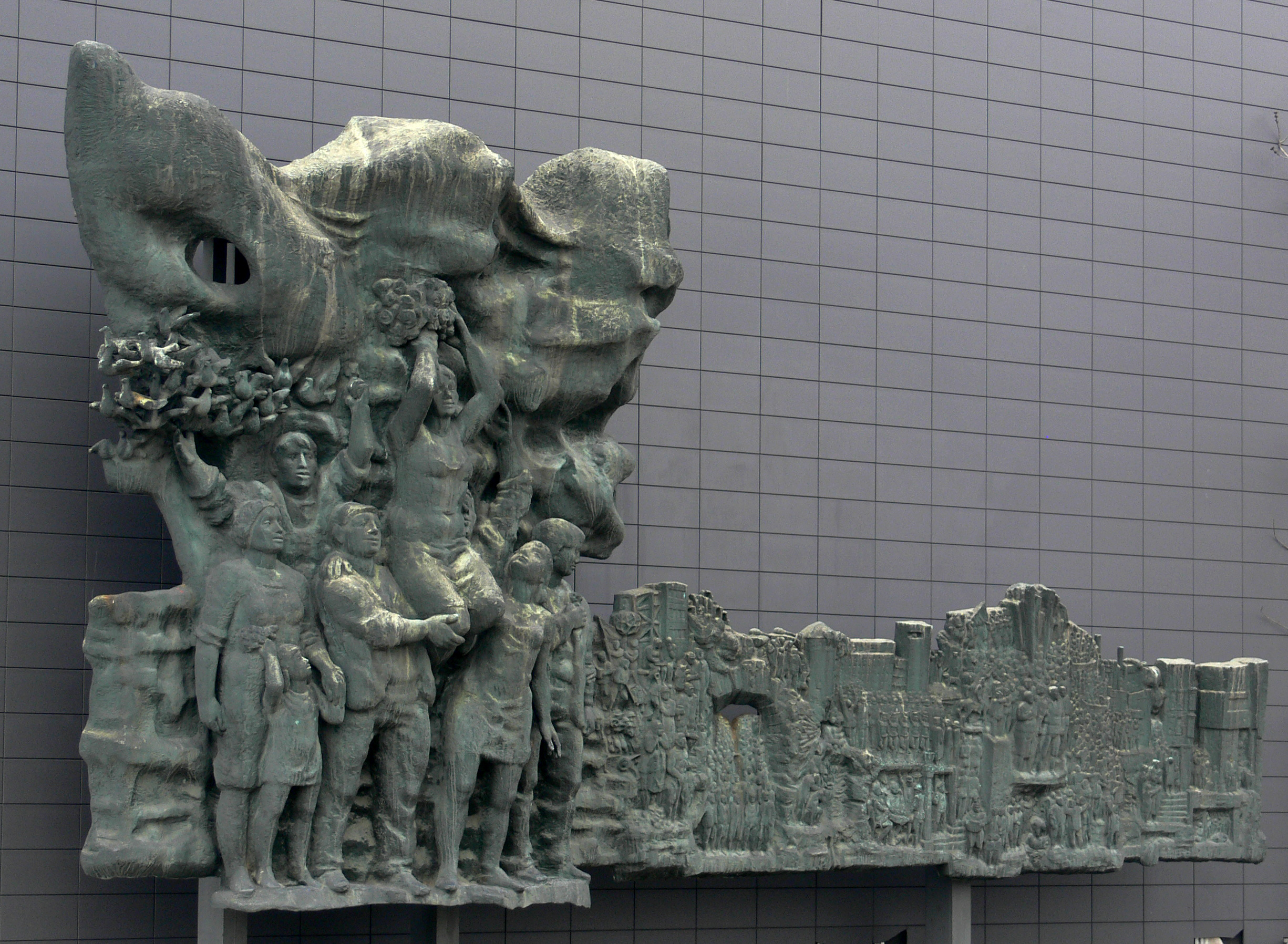
Kampf und Sieg der revolutionären deutschen Arbeiterklasse, 1976. Bahnhofstraße/Ecke Brückenstraße in Chemnitz
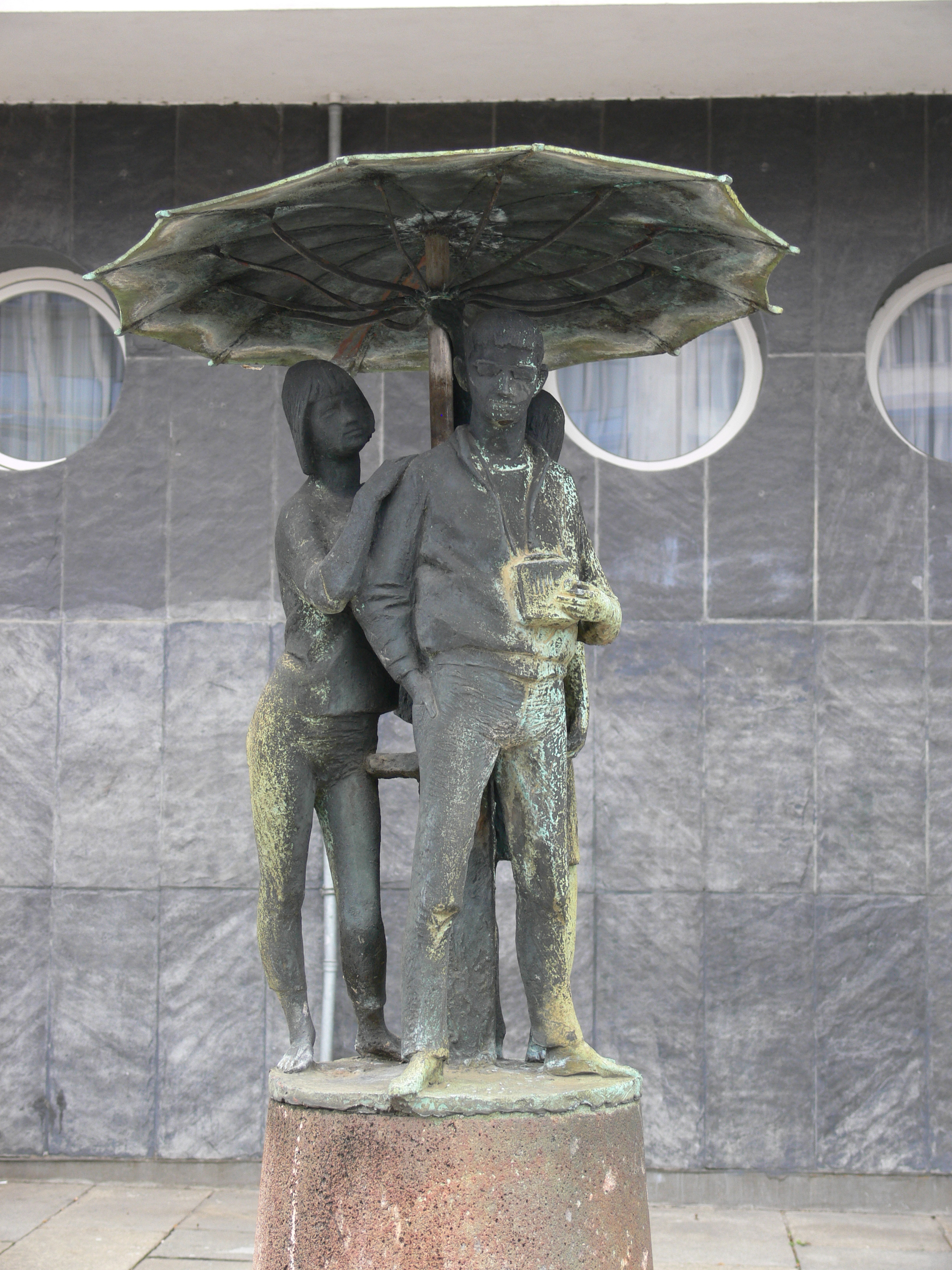
Brunnenplastik Jugend von Johann Belz, 1965
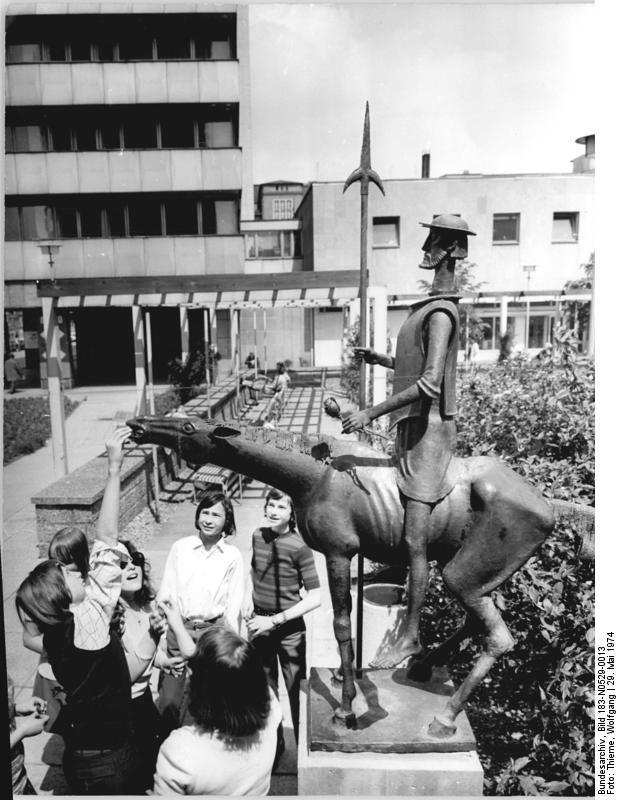
Don Quichotte,  1974
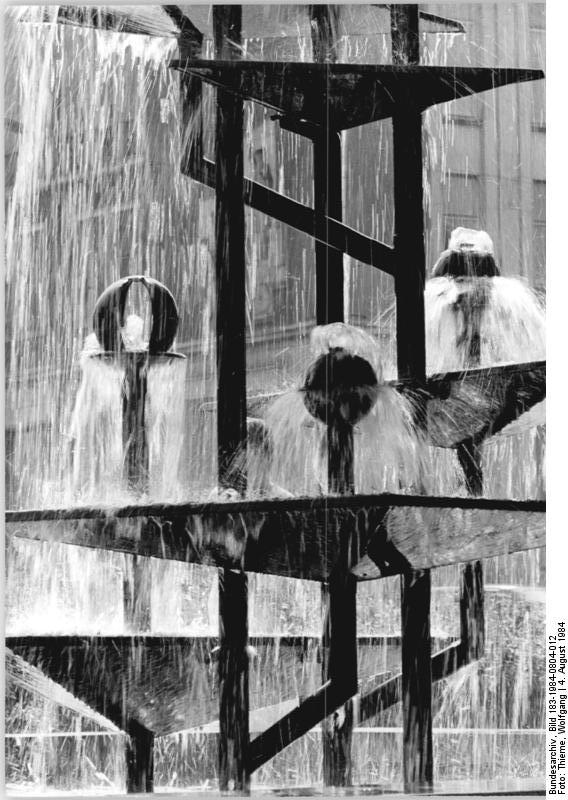
Klapperbrunnen am Chemnitzer Busbahnhof
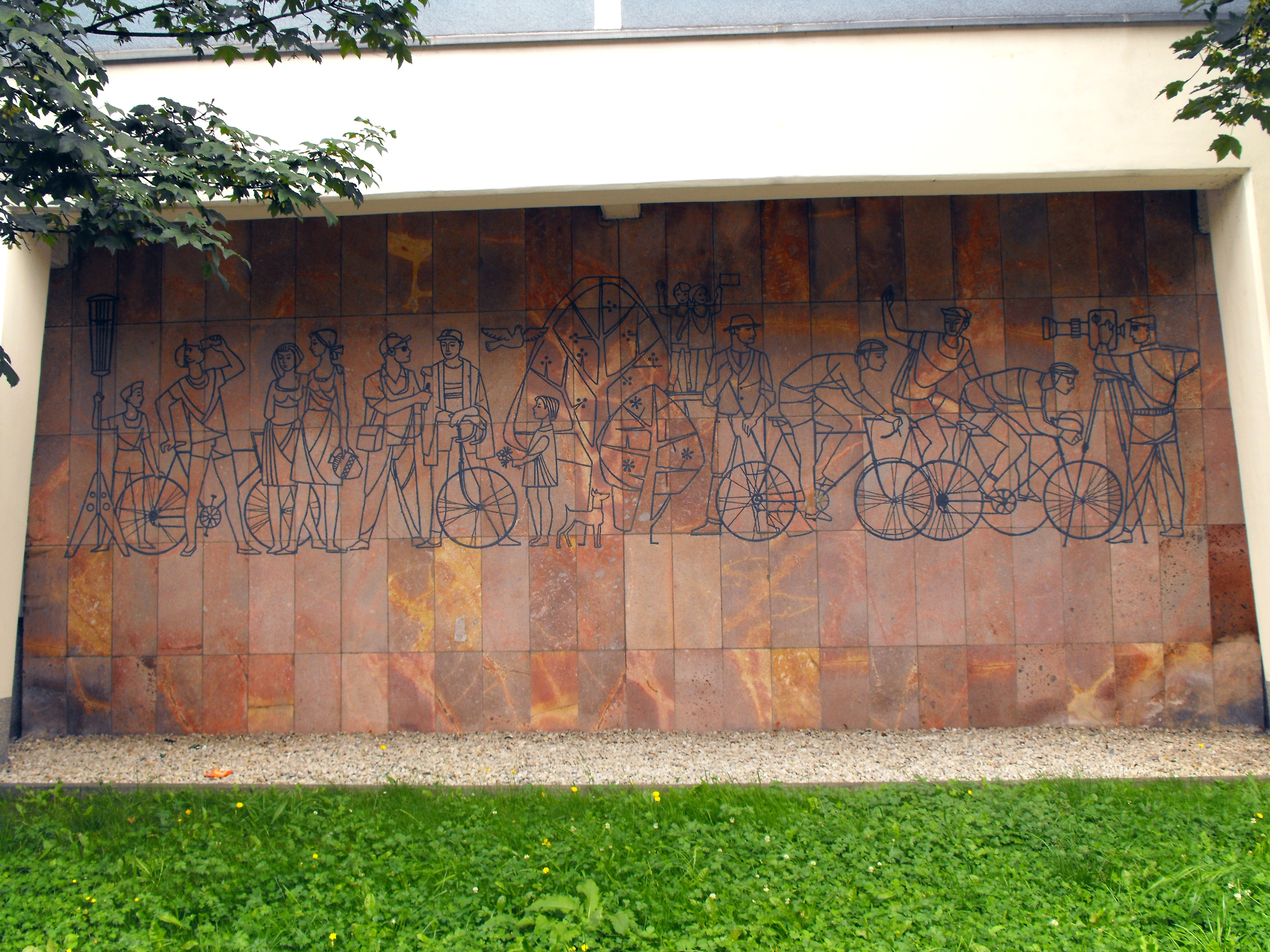
Bleiintarsien in der Chemnitzer Brückenstraße
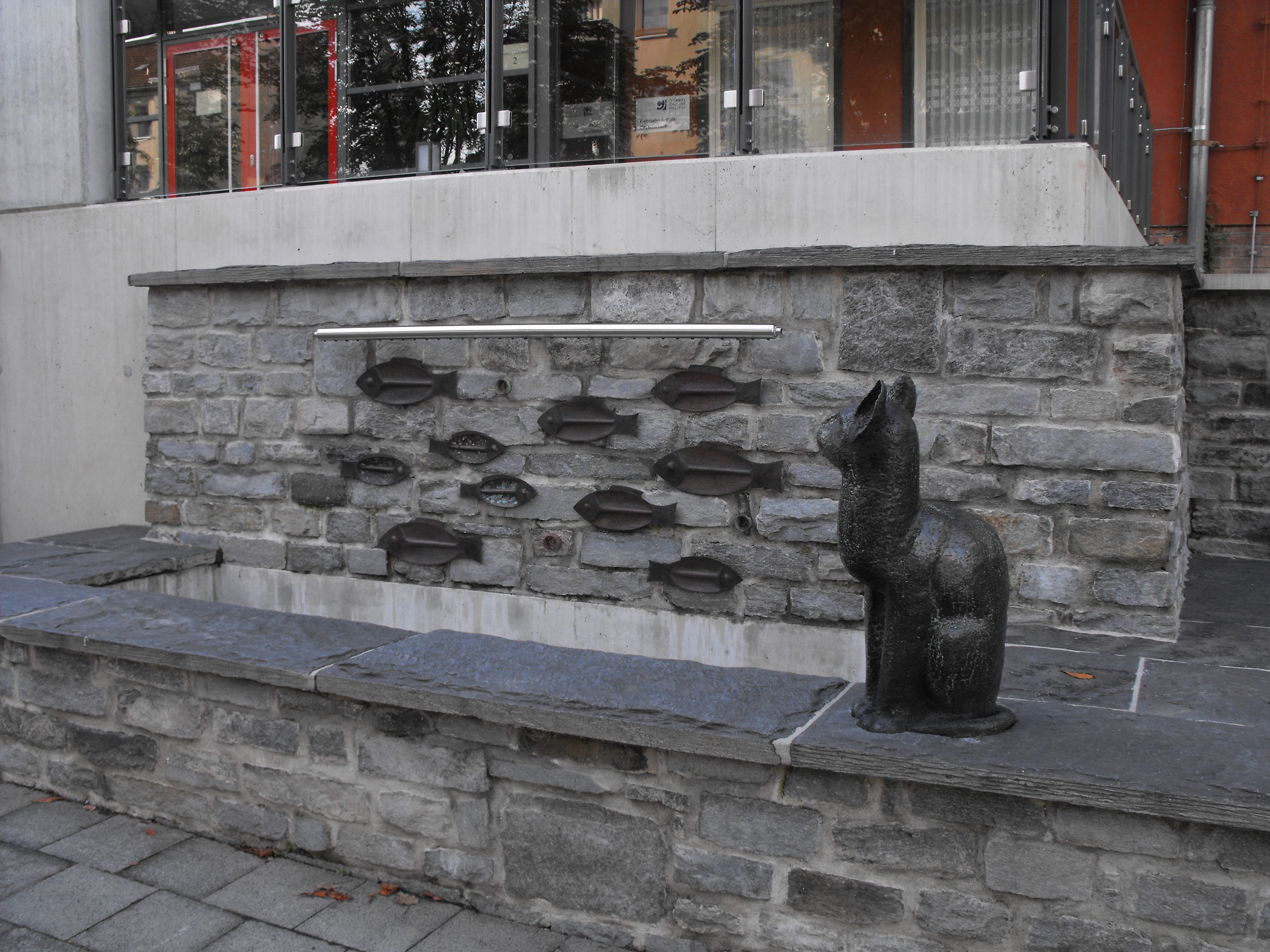
Katzenbrunnen an der Gebrüder-Grimm-Schule auf dem Chemnitzer Kaßberg

## Ehrungen (Auswahl)
- 1963 und 1968 Kunstpreis des Rates des Bezirkes Karl-Marx-Stadt
- 1974 Verdienstmedaille der DDR
- 1975 Johannes-R.-Becher-Medaille in Silber

## Ausstellungen (mutmaßlich unvollständig)

### Postume Einzelausstellung
- 2021: Chemnitz, Schlossbergmuseum („Erinnerung an Johann Belz“)[4]

### Ausstellungsbeteiligungen
- 1959: Frankfurt/Oder („Junge Künstler“)

- 1962/63, 1972/73, 1977/78 und 1982/83: Dresden, Fünfte Deutsche Kunstausstellung und VII. bis IX. Kunstausstellung der DDR
- 1963: Karl-Marx-Stadt, Städtische Kunstsammlung („10 Jahre Architektur, bildende Kunst und bildnerisches Volksschaffen in Karl-Marx-Stadt“)
- 1973 Berlin, Treptower Park („Plastik und Blumen“)
- 1975: Wanderausstellung „Kleinplastik und Grafik“
- 1979: Karl-Marx-Stadt, Bezirkskunstausstellung
- 1983: Berlin, Magdeburg, Karl-Marx-Stadt und Leipzig („Karl Marx – Künstlerbekenntnisse“)
- 1984: Karl-Marx-Stadt, Städtisches Museum am Theaterplatz („Retrospektive 1945 – 1984. Bildende Kunst im Bezirk Karl-Marx-Stadt“)
- postum 2024: Die gespaltene Generation, Neue Sächsische Galerie, Chemnitz[5]